# 史纲评要
《史纲评要》是从上古到元代的编年体史评，署名为“李贽评纂”，1613年刊印于南京，次年再版。1974年被重新出版，同时出现了认为《史纲评要》是伪托李贽而作的意见。

## 内容
《史纲评要》全书三十六卷，五十八万余字。《史纲评要》内容分为“史纲”和“史评”，以编年体简略记载自上古尧至元代三千七百年历史，并以“批”和“评”的形式表达观点。《史纲评要》评论商鞅、申不害“如商、如申，俱是好汉。”评论秦始皇“始皇帝，自是千古一帝也。始皇出世，李斯相之，天崩地坼，掀翻一个世界，是圣是魔，未可轻议。”评论李斯提出焚书的上书“大是英雄之言，然下手太毒矣。当战国横议之后，势必至此。自是儒生千古一劫，埋怨不得李丞相、秦始皇也。”评论九品中正制“选举无人，任有豪杰没法跳出，诚可痛恨。”评论武则天参政“非武氏之罪也。”

## 出版
《史纲评要》明万历四十年癸丑（1613年）刊印于南京（癸丑本），次年再版（甲寅本）。上海图书馆藏有二部残本《史纲评要》，分别为癸丑本和甲寅本。1960年，泉州蔡友敬捐献了保存完好的明代刻本《史纲评要》，藏于泉州市文物管理委员会。该刻本是癸丑本，卷首有“霞漪阁校订”、“明温陵卓吾李贽评纂，新都宁野吴从先参订，武林仙郎何伟然校阅”等字。
评法批儒运动期间，李贽被认为是法家，1974年泉州市文物管理委员会上报了“李贽评纂”的《史纲评要》，中央十分重视，计划出版，在北京大学召集鉴定会议。1974年12月，中华书局根据泉州市文物管理委员会所藏癸丑本，参校上海图书馆的两个残本，刊印《史纲评要》普通平装本三册、特制大字本十册、仿古线装本二函十七册。次年台湾大通书局翻印了《史纲评要》。2008年中华书局出版由张友臣选译并作注的《史纲评要》。张建业主编的《李贽全集注》（2010年社会科学文献出版社出版）也收入了《史纲评要》。

## 争议
1974年北京大学教授、版本学家王重民找到明代姚舜牧编订的《史纲要领》（刊刻于1610年），鉴定《史纲评要》是托名李贽的伪书。泉州市文物管理委员会、厦门大学历史系介绍称：“吴从先对《史纲评要》曾进行过一些增补，这就难免渗入己意。但究竟情况如何，尚待进一步研究。”《史纲评要》平装本“出版说明”称：“与《史纲要领》一书，二者评语有的内容相近，有的则针锋相对，可见其中混杂有他人评语。”文革后，崔文印（王重民学生、《史纲评要》责任编辑）、王利器继续辨伪，力证《史纲评要》係伪托。张岱年认可崔文印意见，郑良树《续伪书通考》收入崔文印文章。任冠文也分析《史纲评要》的序和内容，论证《史纲评要》是伪作。
辨伪的观点认为：托名于李贽的伪作很多；明代书籍中找不到李贽著有《史纲评要》的旁证；《史纲评要》中很多评语的思想与李贽其他著作的思想不同；《史纲评要》与更早刊刻的《史纲要领》内容相近；明末人周亮工评论何伟然、吴从先好出伪书；《史纲评要》系吴从先牟利邀名，袭用《史纲要领》，并伪托李贽所作。陈泗东（在泉州市文物管理委员会工作）则认为“《史纲评要》基本上是李贽所评纂”。李若晖认为，陈泗东的主要证据是《史纲评要》与当代泉州话用语有相近之处，论证薄弱。宋耀良认为，“托伪之说也有疑点”，《史纲评要》和《史纲要领》都可能源于一个共同的祖本——手稿本《三十三朝史纲纪要》，詹氏刻本《新刊论策标题古今三十三朝史纲纪要》或为其间过渡。
1974年7月，毛泽东指示注释和印制大字本《史纲评要》（辑录），指定辑录二十三条评语，朱永嘉是办理人之一。朱永嘉2018年出版《论李贽》，详细解读毛泽东选录部分。陈荣凯评论朱永嘉跳过《史纲评要》真伪公案，朱永嘉则回应称这二十三条与《史纲评要》真伪关系不大。

## 评论
泉州市文物管理委员会和厦门大学历史系介绍说：“《史纲评要》是《藏书》的姐妹篇，是研究李贽历史观的一本重要材料。”“这书的最大特色是：反对孔、孟，贬斥儒家学说；尊崇法家，歌颂秦始皇的功绩。充满了反对保守、倒退，颂扬变革、进步的精神。”雷戈评论：《史纲评要》思想自由、形式松散，评语口语化、生动活泼，以审美的眼光看历史人物，表现出强烈的个性。